# Liste der denkmalgeschützten Objekte in Ossiach
Die Liste der denkmalgeschützten Objekte in Ossiach enthält die denkmalgeschützten, unbeweglichen Objekte der Gemeinde Ossiach.

## Denkmäler
| Foto |                 | Denkmal                                                                         | Standort                          | Beschreibung | Metadaten |
| ---- | --------------- | ------------------------------------------------------------------------------- | --------------------------------- | --- | --- |
| ja   | Datei hochladen | Ehem. Benediktinerstift Ossiach HERIS-ID: 35865 Objekt-ID: 34699                | Ossiach 1 Standort KG: Ossiach    | Das Stiftsgebäude ist ein stattlicher Vierflügeltrakt um einen etwa quadratischen Hof. Teile des West- und Südtrakts sind im Kern gotisch. In drei Räumen sind Deckengemälde von Fromiller. | BDA-Hist.: Q771061 Status: Bescheid Stand der BDA-Liste: 2025-06-30 Name: Ehem. Benediktinerstift Ossiach GstNr.: .1/1 Stift Ossiach                                            |
| ja   | Datei hochladen | Anlage ehem. Benediktinerstift Ossiach HERIS-ID: 82481 Objekt-ID: 96305         | Ossiach 1 Standort KG: Ossiach    | Die ehemalige Stiftskirche ist eine romanische dreischiffige Pfeilerbasilika, die Ende des 15. Jahrhunderts nach einem Brand gotisierend wiederaufgebaut und Mitte des 18. Jahrhunderts barockisiert wurde. An der nördlichen Außenwand ist das Grabmal des polnischen Königs Boleslaus II. Das Wirtschaftsgebäude im Süden wurde 1818 errichtet.          | BDA-Hist.: Q64512921 Status: § 2a Stand der BDA-Liste: 2025-06-30 Name: Anlage ehem. Benediktinerstift Ossiach GstNr.: .2, 40, .1/4, .1/3, 39, .1/2, 956/1, 956/3 Stift Ossiach |
| ja   | Datei hochladen | Schmiedkeusche des ehem Stiftes HERIS-ID: 35864 Objekt-ID: 34698                | Ossiach 4 Standort KG: Ossiach    | Bei der Schmiedkeusche, welche sich unmittelbar westlich des ehemaligen Stiftes befindet, handelt es sich um einen zweigeschoßigen, frühbarocken Bau mit einem gemauerten Erdgeschoß und einer Bundwerkkonstruktion im Obergeschoß. Das Gebäude, vermutlich ein ehemaliges Wirtschaftsgebäude des Stiftes, wird von einem steilen Krüppelwalmdach gedeckt. | BDA-Hist.: Q37967682 Status: Bescheid Stand der BDA-Liste: 2025-06-30 Name: Schmiedkeusche des ehem Stiftes GstNr.: 24 Stiftsschmiede Ossiach                                   |
| ja   | Datei hochladen | Kath. Filialkirche hl. Antonius auf dem Tauern HERIS-ID: 54969 Objekt-ID: 63428 | bei Tauern 1 Standort KG: Ossiach | Die Filialkirche Heiliger Antonius ist ein urkundlich erstmals 1290 erwähnter, 1519 neuerrichteter, spätgotischer Sakralbau mit barocken Veränderungen. | BDA-Hist.: Q1574491 Status: § 2a Stand der BDA-Liste: 2025-06-30 Name: Kath. Filialkirche hl. Antonius auf dem Tauern GstNr.: .49 Filialkirche Heiliger Antonius auf dem Tauern |

## Ehemalige Denkmäler
| Foto |                 | Denkmal                                                          | Standort                      | Beschreibung | Metadaten |
| ---- | --------------- | ---------------------------------------------------------------- | ----------------------------- | --- | --- |
| ja   | Datei hochladen | Gutshaus, Aufzuchtshof Ossiacher Tauern Objekt-ID: 94871bis 2014 | Tauern 1 Standort KG: Ossiach | | BDA-Hist.: Q106681715 Status: § 2a Stand der BDA-Liste: 2014-06-27 Name: Gutshaus, Aufzuchtshof Ossiacher Tauern GstNr.: .50 |
| ja   | Datei hochladen | Ehem. Pfarrhof Objekt-ID: 63429bis 2014                          | Tauern 2 Standort KG: Ossiach | Der ehemalige Pfarrhof stammt aus dem 16. Jahrhundert. An der Südseite befindet sich ein Wappenstein des Abtes Caspar Rainer von Ossiach, der mit 1613 bezeichnet ist. | BDA-Hist.: Q106681719 Status: § 2a Stand der BDA-Liste: 2014-06-27 Name: Ehem. Pfarrhof GstNr.: .51                          |